# البطالة في الولايات المتحدة

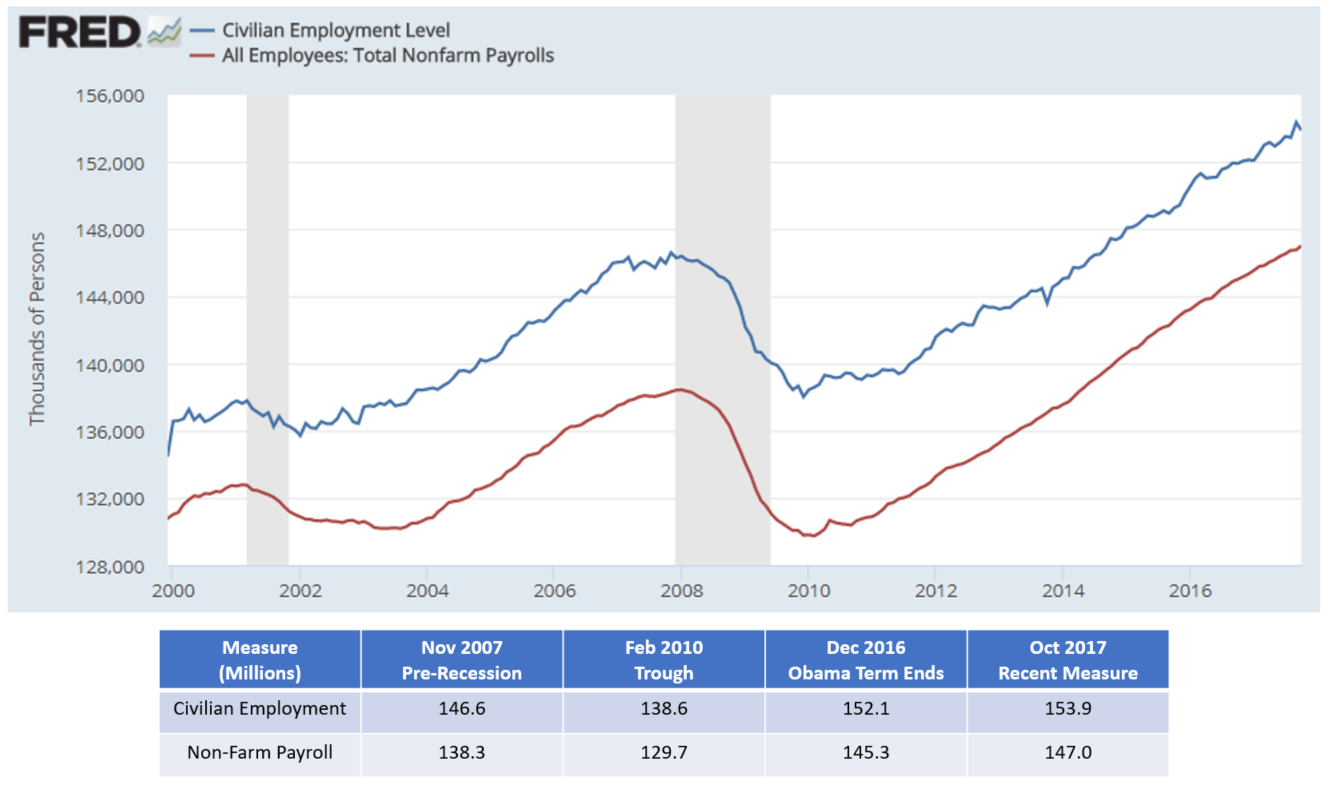

تعتبر البطالة من أهم المشاكل التي تواجهها الولايات المتحدة الأمريكية فبالرغم من المجهودات المبذولة من طرف الحكومة الأمريكية الا ان الارقام مازلت مرتفعة فقد بلغت في هذا العام حوالي 3.9% أي ما يقارب 6.7 مليون أمريكي. ولكن في الجانب المشرق فان هذه النسبة تعد الاقل من 9 سنوات وذلك بفضل سياسات دونالد ترامب اما أكبر نسبة بلغتها خلال هذه التسع سنوات فقد بلغت 10% في أكتوبر 2009 عقب الازمة التي شهدتها أمريكا أو كما تعرف بالكساد الاقتصادي.ولازالت التوقعات تبشر خيرا حيث يوقع ارتفاع في عدد الوظائف والاستثمارات
| السنة/النسبة | النسبة الاعلى | النسبة الاقل |
| ------------ | ------------- | ------------ |
| 2017         | 04.8%         | 04.1%        |
| 2016         | 05.0%         | 04.6%        |
| 2015         | 05.5%         | 05.0%        |
| 2014         | 06.6%         | 05.6%        |
| 2013         | 08.0%         | 06.7%        |
| 2012         | 08.3%         | 07.7%        |
| 2011         | 09.1%         | 08.5%        |
| 2010         | 09.9%         | 09.3%        |
| 2009         | 10.0%         | 07.3%        |
| 2008         | 07.3%         | 04.9%        |
| 2007         | 05.0%         | 04.7%        |